# Max Baucus
Maxwell Sieben Baucus, né le 11 décembre 1941 à Helena (Montana), est un homme politique américain, membre du Parti démocrate et sénateur du Montana au Congrès des États-Unis de 1979 à 2014 puis ambassadeur des États-Unis en Chine de 2014 à 2017.

## Biographie
Max Baucus est né le 11 décembre 1941 à Helena dans le Montana. Il est diplômé en droit de l'université Stanford. Marié à Wanda Minge, il a un fils prénommé Zeno.
En 1971, il commence sa carrière professionnelle en tant que juriste à Missoula, dans son État natal. En 1973, Baucus est élu à la législature du Montana pour la circonscription de Missoula. L'année suivante, il est élu à la Chambre des représentants des États-Unis et réélu en 1976.
En 1978, il est élu au Sénat des États-Unis et réélu jusqu'en 2014.
En tant que sénateur, Baucus est membre de plusieurs comités du Sénat fédéral, dont ceux des Finances, de l'Environnement, des Travaux publics et de l'Agriculture.
Lors des élections de 2002, Baucus est accusé d'avoir orchestré une campagne homophobe contre Mike Taylor, son principal adversaire[réf. nécessaire].
Max Baucus est qualifié de Democrat In Name Only par ses adversaires libéraux ; depuis 2007, il préside le Comité des finances du Sénat des États-Unis.
En 2008, alors que Barack Obama échoue de peu à emporter le Montana lors de l'élection présidentielle, Baucus est largement réélu avec 73 % des voix pour un sixième mandat de sénateur.
En 2014, il devient ambassadeur des États-Unis en Chine, succédant à Gary Locke.